# Gland (Aisne)
Gland és un municipi francès situat al departament de l'Aisne i a la regió dels Alts de França. L'any 2007 tenia 472 habitants.

## Demografia

### Població
El 2007 la població de fet de Gland era de 472 persones. Hi havia 184 famílies de les quals 40 eren unipersonals (20 homes vivint sols i 20 dones vivint soles), 72 parelles sense fills, 68 parelles amb fills i 4 famílies monoparentals amb fills.
La població ha evolucionat segons el següent gràfic:
Habitants censats

### Habitatges
El 2007 hi havia 217 habitatges, 187 eren l'habitatge principal de la família, 17 eren segones residències i 13 estaven desocupats. 214 eren cases i 2 eren apartaments. Dels 187 habitatges principals, 159 estaven ocupats pels seus propietaris, 18 estaven llogats i ocupats pels llogaters i 10 estaven cedits a títol gratuït; 8 tenien dues cambres, 17 en tenien tres, 57 en tenien quatre i 105 en tenien cinc o més. 155 habitatges disposaven pel capbaix d'una plaça de pàrquing. A 79 habitatges hi havia un automòbil i a 92 n'hi havia dos o més.

### Piràmide de població
La piràmide de població per edats i sexe el 2009 era:
| Homes | Edats   | Dones |
| ----- | ------- | ----- |
| 0     | 95 o +  | 0     |
| 0     | 90 a 94 | 0     |
| 4     | 85 a 89 | 0     |
| 0     | 80 a 84 | 8     |
| 8     | 75 a 79 | 4     |
| 4     | 70 a 74 | 8     |
| 8     | 65 a 69 | 8     |
| 12    | 60 a 64 | 4     |
| 24    | 55 a 59 | 28    |
| 16    | 50 a 54 | 4     |
| 16    | 45 a 49 | 28    |
| 16    | 40 a 44 | 12    |
| 24    | 35 a 39 | 16    |
| 16    | 30 a 34 | 16    |
| 12    | 25 a 29 | 20    |
| 8     | 20 a 24 | 28    |
| 20    | 15 a 19 | 8     |
| 12    | 10 a 14 | 24    |
| 20    | 5 a 9   | 8     |
| 0     | 0 a 4   | 4     |

## Economia
El 2007 la població en edat de treballar era de 307 persones, 243 eren actives i 64 eren inactives. De les 243 persones actives 224 estaven ocupades (129 homes i 95 dones) i 19 estaven aturades (10 homes i 9 dones). De les 64 persones inactives 25 estaven jubilades, 14 estaven estudiant i 25 estaven classificades com a «altres inactius».

### Ingressos
El 2009 a Gland hi havia 194 unitats fiscals que integraven 495 persones, la mediana anual d'ingressos fiscals per persona era de 20.969 €.

### Activitats econòmiques
Dels 11 establiments que hi havia el 2007, 2 eren d'empreses alimentàries, 1 d'una empresa de fabricació d'altres productes industrials, 3 d'empreses de construcció, 1 d'una empresa immobiliària i 4 d'empreses classificades com a «altres activitats de serveis».
Dels 4 establiments de servei als particulars que hi havia el 2009, 1 era una fusteria, 1 lampisteria i 2 perruqueries.
L'únic establiment comercial que hi havia el 2009 era una fleca.
L'any 2000 a Gland hi havia 23 explotacions agrícoles que ocupaven un total de 100 hectàrees.

## Poblacions més properes
El següent diagrama mostra les poblacions més properes.